# Lekkoatletyka na Letnich Igrzyskach Olimpijskich 1960 – bieg na 1500 m mężczyzn
Bieg na 1500 metrów mężczyzn podczas XVII Letnich Igrzysk Olimpijskich w Rzymie rozegrano 3 (eliminacje) i 6 września 1960 (finał) na Stadio Olimpico. Zwycięzcą został reprezentant Australii Herb Elliott, który w finale ustanowił rekord świata z czasem 3:35,6.

## Rekordy

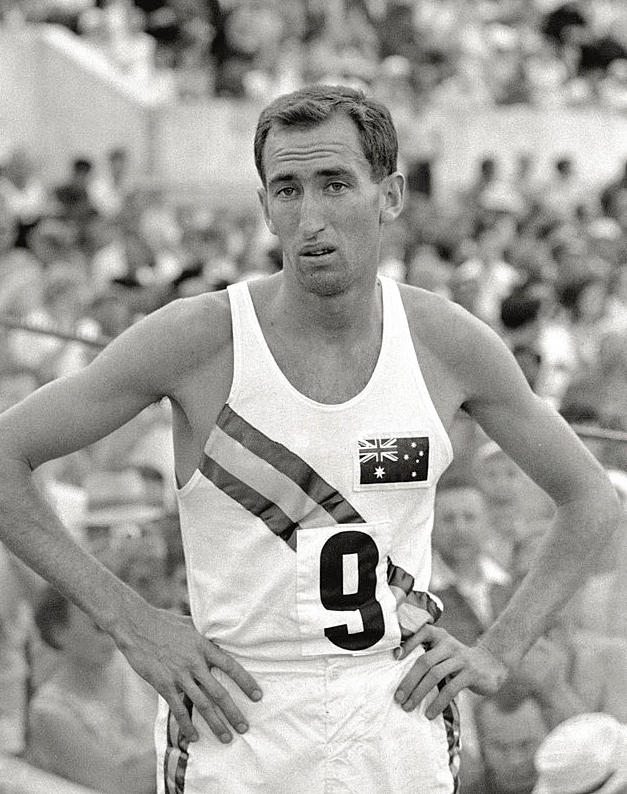
Herb Elliott

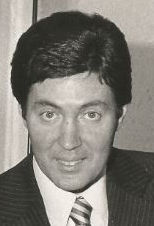
Michel Jazy

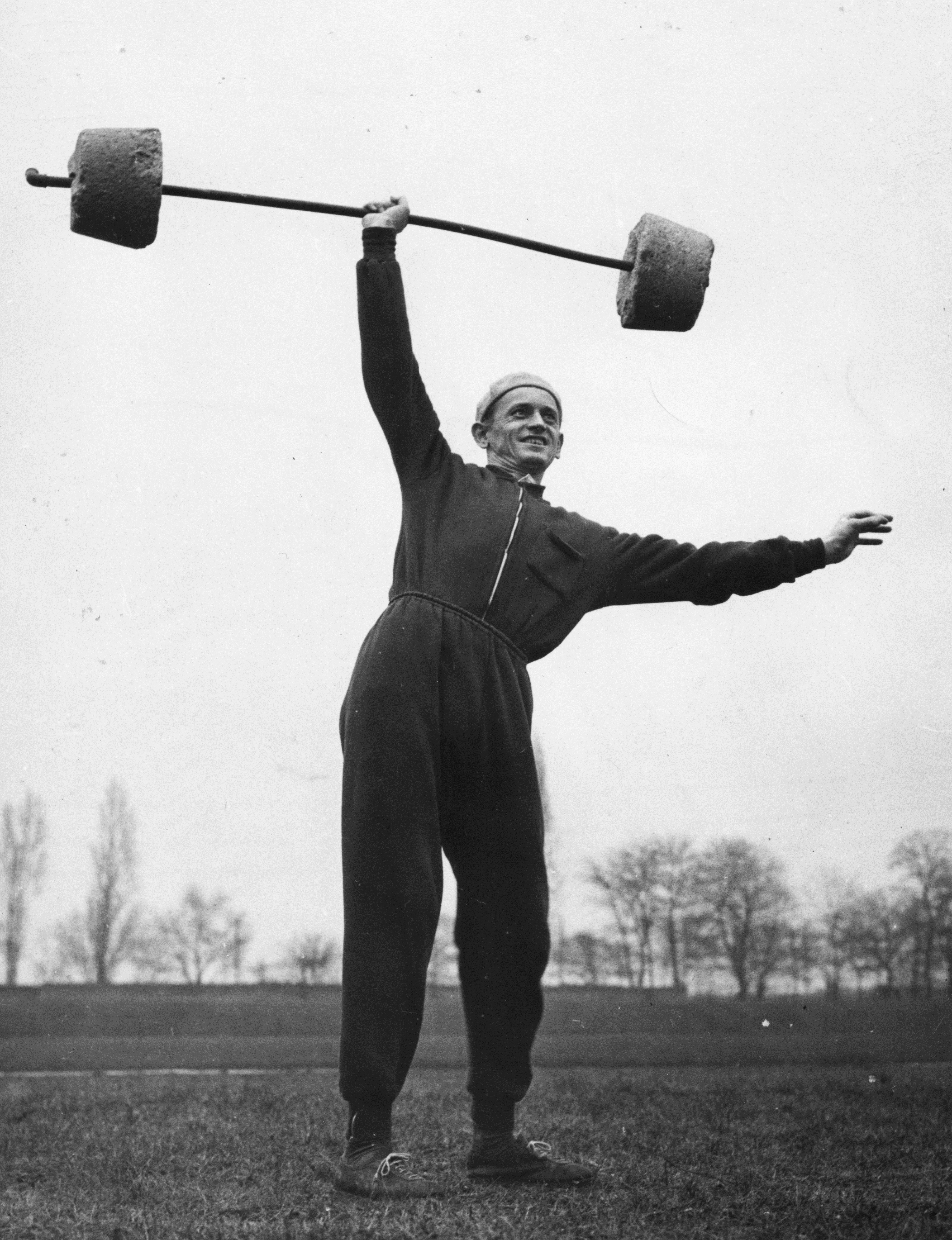
István Rózsavölgyi

|                   | Zawodnik     | Narodowość | Czas   | Data                  | Miejsce   |
| ----------------- | ------------ | ---------- | ------ | --------------------- | --------- |
| Rekord świata     | Herb Elliott | Australia  | 3:36,0 | 28 sierpnia 1958(dts) | Göteborg  |
| Rekord olimpijski | Ron Delany   | Irlandia   | 3:41,2 | 1 grudnia 1956(dts)   | Melbourne |

## Wyniki
| Poz. - pozycja |
| – rekord świata \| – rekord krajowy \| – rekord życiowy \| = – wyrównany rekord życiowy \| · – najlepszy wynik w sezonie \| = – wyrównany najlepszy wynik w sezonie \| – rekord olimpijski |
| Fn – falstart \| DNF – nie ukończył \| DNS – nie wystartował \| DSQ – zdyskwalifikowany |

### Eliminacje
Rozegrano trzy biegi eliminacyjne. Do finału awansowało po trzech najlepszych zawodników z każdego biegu (Q).

#### Bieg 1
| Poz. | Zawodnik              | Narodowość                | Rezultat | Uwagi |
| ---- | --------------------- | ------------------------- | -------- | ----- |
| 1    | Herb Elliott          | Australia                 | 3:41,4   | Q     |
| 2    | István Rózsavölgyi    | Węgry                     | 3:42,0   | Q     |
| 3    | Dyrol Burleson        | Stany Zjednoczone         | 3:42,2   | Q     |
| 4    | Terry Sullivan        | Federacja Rodezji i Niasy | 3:42,8   |       |
| 5    | Jewgienij Momotkow    | ZSRR                      | 3:43,6   |       |
| 6    | Olavi Salonen         | Finlandia                 | 3:46,4   |       |
| 7    | Rudolf Klaban         | Austria                   | 3:47,1   |       |
| 8    | Arthur Hannemann      | Niemcy                    | 3:47,4   |       |
| 9    | Laurie Reed           | Wielka Brytania           | 3:47,9   |       |
| 10   | Joe Mullins           | Kanada                    | 3:53,1   |       |
| 11   | Tomás Barris          | Hiszpania                 | 3:57,3   |       |
| 12   | Mohamed Gouider       | Tunezja                   | 3:58,4   |       |
| –    | Zbigniew Orywał       | Polska                    | DNF      |       |
| –    | Abdul Ghafar Ghafoori | Afganistan                | DNS      |       |

#### Bieg 2
| Poz. | Zawodnik             | Narodowość        | Rezultat | Uwagi |
| ---- | -------------------- | ----------------- | -------- | ----- |
| 1    | Michel Bernard       | Francja           | 3:42,2   | Q     |
| 2    | Jim Grelle           | Stany Zjednoczone | 3:43,5   | Q     |
| 3    | Arne Hamarsland      | Norwegia          | 3:44,4   | Q     |
| 4    | Brian Kent-Smith     | Wielka Brytania   | 3:46,1   |       |
| 5    | Albie Thomas         | Australia         | 3:46,8   |       |
| 6    | Siegfried Valentin   | Niemcy            | 3:46,9   |       |
| 7    | Svavar Markússon     | Islandia          | 3:47,1   |       |
| 8    | Alfredo Rizzo        | Włochy            | 3:47,3   |       |
| 9    | Andrei Barabaș       | Rumunia           | 3:47,4   |       |
| 10   | Muharrem Dalkılıç    | Turcja            | 3:47,9   |       |
| 11   | Dhira Phiphobmongkol | Tajlandia         | 4:24,4   |       |
| –    | Péter Parsch         | Węgry             | DNF      |       |
| –    | Egon Oehri           | Liechtenstein     | DNF      |       |
| –    | Ralph Gomes          | Gujana Brytyjska  | DNS      |       |
| –    | Roger Moens          | Belgia            | DNS      |       |

#### Bieg 3
| Poz. | Zawodnik           | Narodowość        | Rezultat | Uwagi |
| ---- | ------------------ | ----------------- | -------- | ----- |
| 1    | Dan Waern          | Szwecja           | 3:43,9   | Q     |
| 2    | Michel Jazy        | Francja           | 3:44,9   | Q     |
| 3    | Zoltan Vamoș       | Rumunia           | 3:44,9   | Q     |
| 4    | Adolf Schwarte     | Niemcy            | 3:45,3   |       |
| 5    | Lajos Kovács       | Węgry             | 3:46,0   |       |
| 6    | Mike Wiggs         | Wielka Brytania   | 3:46,5   |       |
| 7    | Merv Lincoln       | Australia         | 3:46,8   |       |
| 8    | Ewangelos Depastas | Grecja            | 3:48,4   |       |
| 9    | Pete Close         | Stany Zjednoczone | 3:50,2   |       |
| 10   | Olavi Vuorisalo    | Finlandia         | 3:52,2   |       |
| 11   | Stefan Lewandowski | Polska            | 3:59,3   |       |
| 12   | Yair Pantilat      | Izrael            | 3:59,8   |       |
| 13   | Kassim Mukhtar     | Irak              | 4:00,1   |       |
| –    | Karl Schaller      | Szwajcaria        | DNS      |       |

### Finał
| Poz. | Zawodnik           | Narodowość        | Rezultat | Uwagi |
| ---- | ------------------ | ----------------- | -------- | ----- |
| 1    | Herb Elliott       | Australia         | 3:35,6   | [ 1 ] |
| 2    | Michel Jazy        | Francja           | 3:38,4   | [ 3 ] |
| 3    | István Rózsavölgyi | Węgry             | 3:39,2   |       |
| 4    | Dan Waern          | Szwecja           | 3:40,0   | [ 4 ] |
| 5    | Zoltan Vamoș       | Rumunia           | 3:40,8   |       |
| 6    | Dyrol Burleson     | Stany Zjednoczone | 3:40,9   | [ 4 ] |
| 7    | Michel Bernard     | Francja           | 3:41,5   |       |
| 8    | Jim Grelle         | Stany Zjednoczone | 3:45,0   |       |
| 9    | Arne Hamarsland    | Norwegia          | 3:45,0   |       |